# Tamou
Tamou è un comune rurale del Niger facente parte del dipartimento di Say nella regione di Tillabéri.